# Kontrollratsgesetz Nr. 4
Mit dem vom Alliierten Kontrollrat erlassenen  Kontrollratsgesetz Nr. 4 vom 20. Oktober 1945 über die „Umgestaltung des Deutschen Gerichtswesens“ wurden die Gerichte wieder nach dem Muster des Gerichtsverfassungsgesetzes von 1877 in Amtsgerichte, Landgerichte und Oberlandesgerichte gegliedert. Ihrer Zuständigkeit, die im Wesentlichen an die Verhältnisse vor 1933 anknüpft, wurden jedoch bestimmte Strafsachen entzogen, insbesondere für solche Fälle, in denen Alliierte betroffen sind. Mitglieder der NSDAP wurden vom Amt des Richters oder Staatsanwalts ausgeschlossen.

## Inhalt
In der Präambel bezieht sich das Kontrollratsgesetz Nr. 4 auf die Proklamation Nr. 3 vom 20. Oktober 1945, die anordnet, dass das deutsche Gerichtswesen auf der Grundlage des demokratischen Prinzips, der Gesetzmäßigkeit und der Gleichheit aller Bürger vor dem Gesetz ohne Unterschied von Rasse, Staatsangehörigkeit oder Religion umgestaltet werden muss.
Die beiden ersten Artikel knüpfen bei Gliederung der Gerichte und Zuständigkeit an die Gegebenheiten vor der Zeit des Nationalsozialismus an. Sondergerichte und Volksgerichtshöfe sind damit beseitigt. Dies wird zum gleichen Zeitpunkt, ebenfalls am 20. Oktober 1945, in der „Proklamation Nr. 3 - Grundsätze für die Umgestaltung der Rechtspflege“ im Artikel III ausdrücklich formuliert.
Das Kontrollratsgesetz Nr. 4 schränkt für einige Fälle die Zuständigkeit deutscher Gerichte ein. Dazu gehören strafbare Handlungen gegen die Alliierten Besatzungsstreitkräfte oder Staatsangehörige der Verbündeten sowie Versuche zur „Wiederaufnahme der Tätigkeit der Naziorganisationen“.

Nicht der deutschen Gerichtsbarkeit unterliegen strafbare Handlungen, in die Militärpersonen der Alliierten Streitkräfte oder Alliierte Staatsangehörige verwickelt sind.

Der Alliierte Militärbefehlshaber ist bevollmächtigt, auch andere Zivil- oder Strafsachen der deutschen Gerichtsbarkeit zu entziehen.
Alle früheren Mitglieder der NSDAP, „die sich aktiv für deren Tätigkeit eingesetzt haben“, sollen ihres Amtes als Richter und Staatsanwälte enthoben werden und dürfen künftig nicht zu solchen Ämtern zugelassen werden.

## Geltung
Das Kontrollratsgesetz Nr. 4 vom 20. Oktober 1945 wurde am 30. Oktober in Berlin ausgefertigt und trat am 2. November 1945 in Kraft.
Es trat für die Bundesrepublik Deutschland außer Kraft durch das Gesetz Nr. 13 (Gerichtsbarkeit auf den vorbehaltenen Gebieten) der Alliierten Hohen Kommission vom 25. November 1949 (ABl. AHK S. 54).
Für die Deutsche Demokratische Republik blieb es darüber hinaus in Kraft und wurde erst 1955 außer Wirkung gesetzt durch den Beschluss des Ministerrats der UdSSR über die Auflösung der Hohen Kommission der Sowjetunion in Deutschland vom 20. September 1955.

## Umsetzung
Nach Schätzungen waren mehr als 80 % der Staatsanwälte und Richter Mitglied der NSDAP. Entgegen den Bestimmungen im Kontrollratsgesetz Nr. 4 wurden in den drei westlichen Zonen schon sehr bald wieder Richter eingesetzt, die bereits in der Zeit des Nationalsozialismus dieses Amt innegehabt hatten. Im sogenannten „Huckepack-Verfahren“ wurde zusammen mit einem unbelasteten Volljuristen ein weiterer Richter mit früherer NSDAP-Zugehörigkeit berufen, der beim Entnazifizierungsverfahren in der Regel als „entlastet“ eingestuft worden war. In der Britischen Besatzungszone wurde bereits im Frühjahr 1946 diese Fünfzig-Prozent-Quote überschritten. Im Zuge der „zunehmend liberaleren Entnazifizierungspraxis 1947/48“ wurde nahezu allen Entlassenen des Jahres 1945 der Weg zurück in die Justiz der Westzonen ermöglicht; lediglich die Führungs- und Repräsentationsebene der Justiz wurde ausgewechselt.
Im Gegensatz dazu wurden in der Sowjetischen Besatzungszone und späteren DDR im Schnellverfahren sogenannte Volksrichter ausgebildet und damit linientreue Personen eingesetzt.